# Erik Lutjens
Prof. dr. Erik Lutjens (1958) is hoogleraar Pensioenrecht aan de Vrije Universiteit Amsterdam verbonden aan het Expertisecentrum Pensioenrecht en (hoofd)redacteur van diverse tijdschriften op het gebied van pensioen.
Lutjens ging naar het Bataafs Lyceum te Hengelo en heeft rechten gestudeerd aan de Rijksuniversiteit Groningen. Na zijn afstuderen was hij werkzaam bij een Bureau voor Rechtshulp en was hij advocaat. In 1985 werd hij onderzoeker aan de Vrije Universiteit Amsterdam. In 1989 promoveerde hij op het onderwerp Pensioenvoorzieningen voor werknemers. Na een korte periode bij het Ministerie van Sociale Zaken en Werkgelegenheid keerde hij terug naar de advocatuur. In 1992 werd Lutjens hoogleraar Pensioenrecht aan de Vrije Universiteit Amsterdam.
Lutjens zette het tijdschrift Pensioenjurisprudentie op. Hij is redacteur van de tijdschriften Pensioenjurisprudentie en Tijdschrift voor Pensioenvraagstukken, en hoofdredacteur van het tijdschrift Pensioen & Praktijk. Tevens is Lutjens redacteur van verschillende boekenseries.
Op 15 maart 2012 behaalde hij in eerste aanleg een overwinning op De Nederlandsche Bank inzake het verbod aan zijn cliënt, het Glaspensioenfonds, om te beleggen in goud.
Sinds 2020 is hij ook directeur van het wetenschappelijk bureau van de politieke partij Lijst Henk Krol. Deze partij behaalde bij de Tweede Kamerverkiezingen van 17 maart 2021 geen zetels in de Tweede Kamer.

## Voetnoot
1. ↑  Rechtbank Rotterdam 15 maart 2012, AWB 11/2632 BC-T2, ECLI:NL:RBROT:2012:BV9210.